# Fraisier vert
Fragaria viridis
Espèce
Classification phylogénétique
Le fraisier vert (Fragaria viridis), ou fraisier des collines, est une espèce de plantes herbacées vivace de la famille des Rosaceae.
On l’appelle aussi régionalement "Breslinge" ou "Craquelin".

## Habitat et répartition

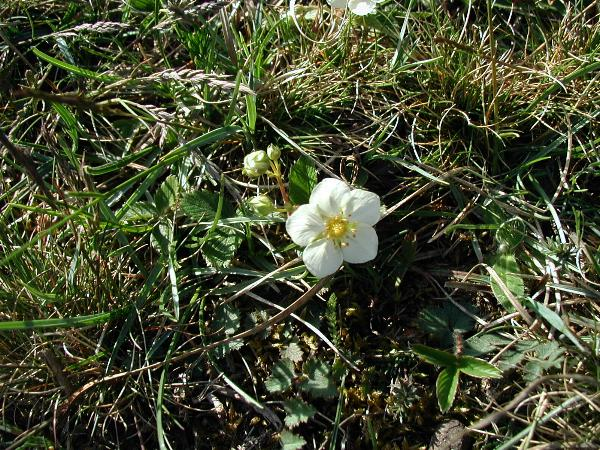
Fraisier vert

C'est une plante eurasiatique à préférence continentale qui apprécie les sols calcaires et plutôt basiques, les milieux ensoleillés, chauds et secs. C'est une espèce thermoxerocalcicole.
Elle est présente jusqu'à 1 800 m.
Elle est assez rare en France et très rare des régions méditerranéenne et Ouest.

## Description

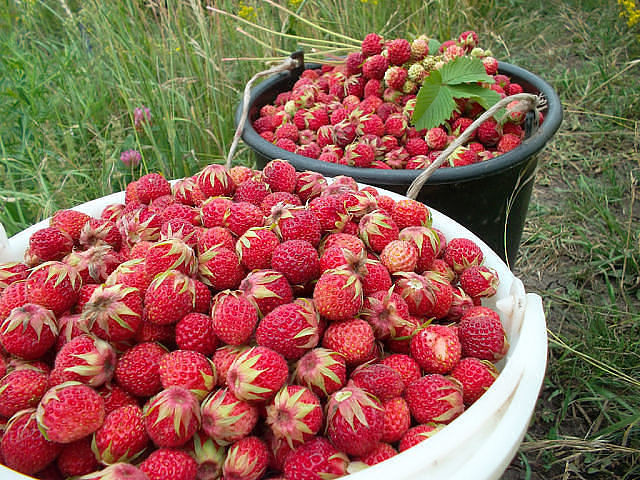
Fruits du fraisier vert

Le fraisier vert est une vivace haute de 5 à 20 cm. Elle a peu de stolons, sa tige florale atteint la même hauteur que ses feuilles.
Les feuilles ont trois folioles soyeusement poilues à la face intérieure. Elles portent souvent des galles rouges (ce qui permet de le différencier de Fragaria vesca).
Les fleurs sont blanches, jaunâtres de 15 à 20 mm  de diamètre. La plante fleurit de mai à juin.
Le fruit est acide et se détache difficilement de son calice.
Il se multiplie végétativement par stolons monopodiaux.

## Sous espèces et variétés
Plusieurs sous-espèces et variétés sont décrites :
F. viridis subsp. campestris (Steven) Pawl.
F. viridis subsp. viridis
F. viridis var. alpina (Schur) Asch. & Graebn.
F. viridis var. bifera (Duchesne) Asch. & Graebn.
F. viridis var. campestris (Steven) Tamamsch.
F. viridis var. dubia (Duchesne) Asch. & Graebn.
F. viridis var. pendula Weston
F. viridis var. subpinnatisecta Duchesne
F. viridis var. typica Asch. & Graebn.
F. viridis var. umbelliformis (F.W.Schultz) Asch. & Graebn.

## Génétique
C'est un diploïde (2n=2x=14).
Il est utilisé en hybridation pour sa tolérance au calcaire et sa résistance aux maladies foliaires.
Il s'hybride naturellement avec le Fraisier des bois là où les deux espèces coexistent. L'hybride est nommé Fragaria ×bifera Duchesne.

## Culture
L'espèce a été très peu cultivée mais un hybride entre F. vesca et F. viridis a été cultivé jusque vers 1850 mais est maintenant probablement perdu.

## Étymologie
« Fragaria » provient du latin « fraga » qui signifie « fraise » et « viridis », « vert ».

## Synonymes
- Fragaria collina Ehrh.
- Fragaria vesca var. sativa L.
- Potentilla viridis (Weston) Prantl